# Fistulinella wolfeana
Fistulinella wolfeana är en svampart som beskrevs av Singer & J. García 1991. Fistulinella wolfeana ingår i släktet Fistulinella och familjen Boletaceae.   Inga underarter finns listade i Catalogue of Life.